# Helen Mortimer
Helen Mortimer, née le 1er août 1976 à Shrewsbury dans les Midlands de l'Ouest est une ancienne coureuse cycliste britannique, spécialiste de la descente et du dual slalom en VTT.

## Palmarès en VTT

### Championnats du monde
- Métabief 1993
  -  Médaillée de bronze de la descente juniors
- Sierra Nevada 2000
  - 6e de la descente

### Coupe du monde
- Coupe du monde de dual slalom
  - 6e en 1998
  - 6e en 1999
  - 7e en 2000

### Championnats d'Europe
- 1998
  -  Médaillée d'argent du dual slalom
  - 10e de la descente
- 2001
  - 4e de la descente

### Championnat de Grande-Bretagne
- 1997
  - 2e de la descente
- 1999
  -  Championne de Grande-Bretagne de descente
- 2000
  - 2e de la descente
- 2002
  - 2e de la descente